# Kim Alexis

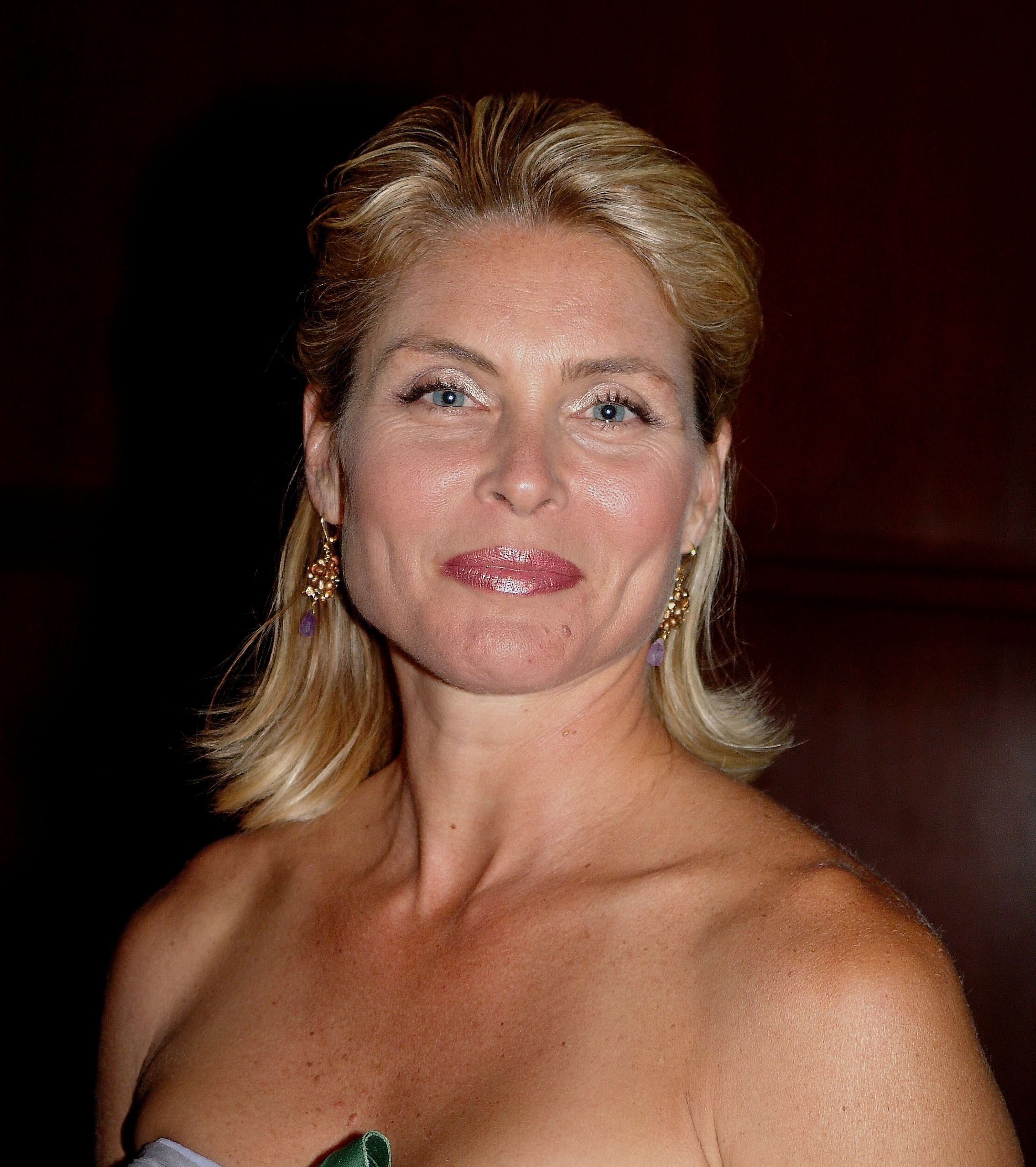
Kim Alexis

Kim Alexis, född 15 juli 1960 i Lockport, New York, USA, är en amerikansk fotomodell och skådespelare.
Kim Alexis var en av de främsta fotomodellerna under 1980-talet. 1983 blev hon kosmetikaföretaget Revlons ansikte utåt och ersatte då Lauren Hutton. Alexis gjorde en rad reklamfilmer för olika hygienprodukter. I början av 1990-talet var hon programledare för olika TV-shower med temat hälsa.

## Filmografi
- Perry Mason Mystery: The Case of the Wicked Wives (1993)
- Romeo and Juliet (1991)
- Giving it to Barbi